# Nothocremastus intermedius
Nothocremastus intermedius är en stekelart som beskrevs av Dasch 1979. Nothocremastus intermedius ingår i släktet Nothocremastus och familjen brokparasitsteklar. Inga underarter finns listade i Catalogue of Life.